# 岡山垃圾焚化廠
岡山垃圾焚化廠為一座位在臺灣高雄市岡山區的垃圾焚化廠，該垃圾焚化廠目前由高雄市政府委託台灣糖業公司旗下的工安環保處代為負責管理與營運事宜。

## 沿革
岡山垃圾焚化廠最早起源於當時行政院環保署正在推動「臺灣地區大型垃圾焚化廠興建工程計畫」，而計畫中，預定在全國興建21座大型的垃圾焚化廠來協助解決臺灣各地家戶垃圾之處理問題，爾後，經環保署查核，當時的高雄縣政府已規劃於仁武鄉設置一座大型垃圾焚化廠，而當時岡山垃圾焚化廠因為部分原核定興建垃圾焚化廠之土地遲遲無法取得所有權而無推動，並且，依「鼓勵公民營機構興建營運垃圾焚化廠推動方案」規定，未能於1996年6月底前完成焚化廠興建規劃者，需納入民有民營方式辦理，因此，當時高雄縣長余政憲多次前往環保署積極爭取以公有民營方式興建岡山垃圾焚化廠而向環保署提出申請補助。
後續再經由時任高雄縣政府環保局局長的丁杉龍帶領旗下局處團隊完成土地取得及相關證明文件，以及規劃高雄縣岡山鎮本州里本工五路9號為廠址，1996年6月29日，環保署依據高雄縣環保局提交之申請向行政院提報該計畫。行政院在調整部份廠址後，同年8月28日以「原則同意」之由，將岡山垃圾焚化廠興建計畫以替補廠形式納入「台灣地區大型垃圾焚化廠興建工程計畫」辦理。
1997年7月25日，中央信託局依據環保署委託辦理高雄縣岡山及嘉義縣鹿草兩座垃圾焚化廠之興建統包工程對外開始公告招標，而該招標案依共計有六組投標商組合參加投標，12月30日，中央信託局進行最後第三價格標階段開標，結果由日本廠商田熊公司（TAKUMA CO., LTD）以及中鋼公司的投標組合以最低標新臺幣43億1,752萬6,801元得標，其中田熊公司是國內第一座垃圾焚化廠，臺北市內湖垃圾焚化廠機電標的承攬廠商，而中鋼公司則是在早期曾經承攬過臺北縣新店、樹林兩座大型垃圾焚化廠的興建案。
1998年1月3日，中信局依約向田熊公司以及中鋼公司發出得標通知並隨即開始進行有關土木結構、機械、電氣等各項設備之基本設計。1月16日，中興工程顧問公司針對岡山焚化廠之興建案召開第一次工作會議。1月19日上午10時，環保署在本部大樓13樓禮堂舉行焚化廠興建案的統包工程簽約典禮。並於3月21日正式舉行開工典禮。
2000年7月4日，環保署邀集高雄縣政府環保局、中鋼公司、日商田熊公司、中興工程顧問公司等於岡山垃圾焚化廠施工工地會議室召開焚化廠興建工程進行試燒作業的1相關配合事宜。11月6日，原已開始進行試燒作業的岡山垃圾焚化廠因垃圾供給量嚴重不足，導致全廠試燒作業暫停，11月21日，焚化廠再次起爐焚燒垃圾，然而因垃圾進廠量持續不足，導致雖然垃圾儲坑槽雖已存滿一萬噸垃圾，但仍不足以進行連續運轉測試，因此再次起爐，並請高雄縣環保局持續協商將鄰近鄉鎮垃圾運至岡山垃圾焚化廠並與顧問機構及建廠統包商協商採垃圾進料斗控制方式嚴格要求垃圾吊車操作手依試燒計劃內容所需最低垃圾量來抓送垃圾焚燒，最終仍順利完成二個月的連續高負載運轉測試，並於2001年2月16日，正式提報完工。
2001年7月19日，主體工程完工並順利驗收工過後的岡山垃圾焚化廠轉交由高雄縣政府接管，後續高雄縣政府再委託由台灣糖業公司工安衛生部門進行管理與營運事宜至今。
岡山垃圾焚化廠除接受高雄市境內垃圾外，還接收來自離島金門縣4700噸以及澎湖縣6300噸的垃圾，然而因不敷成本，因此在2015年1月時調漲代燒垃圾之價格為每噸新臺幣2307元。

## 營運組織
- 高雄市政府

監督管理單位
- 高雄市政府環境保護局

委託管理單位
- 高雄市政府環境保護局中區資源回收廠

協助監督單位
- 中興工程顧問股份有限公司

委託操作營運單位
- 台灣糖業股份有限公司

## 諸元
- 焚化爐數：3座[1]
- 廠區面積：7.24公頃
- 焚化爐型：日本雄田公司全連續機械式爐床
- 燃燒熱值：2500卡/公斤
- 儲坑容量：1萬噸
- 設計處理量：1,350噸/天[1]
- 回饋設施：活動中心（岡山區本洲里、前峰壽峰、協和里以及永安區維新社區、路竹區北嶺社區）、室內游泳池[6]

## 資料來源
1. 1 2 3 4  . 環保局環境資源資料庫.   [2016-01-25]. （原始内容存档于2017-01-13） （中文（臺灣））.
2. 1 2 3  . 台灣糖業公司.   [2016-01-25]. （原始内容存档于2016-01-31） （中文（臺灣））.
3. 1 2  . 高雄市政府環保局.   [2016-01-25]. （原始内容存档于2017-01-05） （中文（臺灣））.
4. 1 2 3 4 5 6 7 8 9  . 行政院環保署.   [2016-01-25]. （原始内容存档于2016-07-30） （中文（臺灣））.
5. ↑  徐如宜、趙容萱、尤聰光、楊濡嘉、林宛諭、王昭月、董俞佳、袁志豪、劉瑋琳. . 聯合報. 2015-06-06  [2016-01-25]. （原始内容存档于2016-02-05） （中文（臺灣））.
6. ↑  . 高雄市中區資源回收廠 - 岡山焚化廠.   [2016-01-25]. （原始内容存档于2015-09-01） （中文（臺灣））.

## 外部連結
- 高雄市岡山垃圾焚化廠（繁體中文）